# 황전면
황전면(黃田面)은 전라남도 순천시 북쪽에 위치한 면이다. 구례로 통하는 길목에 있어 이 곳을 지나는 철도역 중에 구례구역이라는 이름의 역이 있다.

## 개요
순천시의 최북단에 위치했으며, 북으로 곡성군이 있고 섬진강으로 구례군을 접경하며 동으로 광양시를 인접한다. 농경지가 협소하고 산지가 많은 산간면이다. 532년경인 백제 무녕왕때 점방현과 삽현이 있던 곳으로 추정되며, 신라의 삼국통일 이후 892년(진성여왕 6년)에 승주군으로 편입되어 현과 성이 폐지되었다. 이후 순천군에 속하면서 본황과 모전의 황과 전자를 따서 황전이라 일컫게 되었다. 1910년 경술국치 후에는 황전면으로 되었으며, 1949년 승주군에서 순천시가 분리되며 승주군 황전면이 되었다. 1995년 1월 1일 승주군과 순천시가 통합하며 순천시 황전면이 되었다.
황전면의 면적은 순천시 전체 면적의 10.9%인 98.89km2이다. 산은 봉두산(753m)을 비롯 서면과 경계를 이루는 농암산(470m), 갓꼬리봉(688m), 구례군 문 척면과 경계를 이루는 천황봉(652m)등이 있고, 하천은 섬진강(비촌리→황전천 5.1Km)과 황전천(18.5Km), 평촌천(0.6Km), 회룡천(6.8Km) 등이 흐르고 있다. 비촌 송림유원지와 용소폭포는 하계 휴양지로, 덕림리 미초마을은 산림청에서 선정한 '산촌 종합개발 사업 대상 마을'로 기능하고 있다.

## 연혁
- 520년경 : 백제 무령왕 때 점방현과 삽현이 있던 곳으로 추정됨
- 892년 (신라 진성여왕 6년) : 승주군에 편입
- 조선시대 : 순천군에 속함
- 1914년 3월 1일 : 부군면 통폐합으로 본황과 모전의 황과 전자를 따서 황전면이라 칭함
- 1949년 8월 15일 : 승주군 황전면
- 1995년 1월 1일 : 순천시 황전면

## 행정 구역
| 법정리 | 한자명 | 행정리                           | 비고                   |
| ------ | ------ | -------------------------------- | ---------------------- |
| 괴목리 | 槐木里 | 괴목리, 백야리                   | 면 행정복지센터 소재지 |
| 금평리 | 琴坪里 | 금평리, 교동리                   |                        |
| 내구리 | 內九里 | 내구리                           |                        |
| 대치리 | 大峙里 | 대치리, 건천리                   |                        |
| 덕림리 | 德林里 | 구룡리, 덕림리, 미초리           |                        |
| 모전리 | 毛田里 | 모전리, 임선리                   |                        |
| 봉덕리 | 鳳德里 | 봉덕리, 덕계리                   |                        |
| 비촌리 | 飛村里 | 비촌리, 신계리, 칠안리, 복호리   |                        |
| 선변리 | 仙邊里 | 선변리, 용두리, 용림1리, 용림2리 |                        |
| 수평리 | 水坪里 | 수평리, 상수평리, 신촌리         |                        |
| 월산리 | 月山里 | 월산리, 성암리                   |                        |
| 죽내리 | 竹內里 | 죽동리, 내동리                   |                        |
| 죽청리 | 竹淸里 | 죽청리, 하검리                   |                        |
| 평촌리 | 坪村里 | 상평리, 하평리                   |                        |
| 황학리 | 黃鶴里 | 황학리, 본황리, 발산리           |                        |
| 회룡리 | 回龍里 | 회룡리, 각문리, 신기리, 산영리   |                        |

## 교통
시내버스로는 배차 간격이 3~4시간인 순천시 버스가 다닌다. 곡성군의 농어촌버스가 하루 1회 경유하며, 구례군에서는 하루 13회 버스가 경유한다.
철도로는 전라선 구례구역, 봉덕역, 괴목역이 있다. 이중 여객 열차는 구례구역에만 정차한다. 구례구역은 사실상 구례군으로 가기 위한 길목으로 기능하며, 괴목역은 위치가 면소재지임에도 불구하고 구례구역과 거리가 가까워 여객 열차가 서지 않는다.
순천시 황전면(괴목리)은 순천시내버스 33,34번 버스가 1시간 간격으로 운행하고 있고, 황전면 마을순환버스등이 운행되고 있다.